# لوكاس سوزا
لوكاس سوزا (4 يوليو 1990 بسانت أندري في البرازيل - ) هو لاعب كرة قدم برازيلي في مركز الوسط في النادي الفيصلي السعودي. لعب مع موريرينسي ونادي أولهانينسي ونادي بارانا ونادي بارما ونادي تونديلا ونادي الخليج والنادي الفيصلي.

## وصلات خارجية
- لوكاس سوزا على موقع قاعدة بيانات كرة القدم.إي يو (الإنجليزية)
- لوكاس سوزا على موقع Soccerway.com (الإنجليزية)
- لوكاس سوزا على موقع عالم كرة القدم.نت (الإنجليزية)
- لوكاس سوزا على موقع AS.com (الإسبانية)